# Otus sagittatus
Mocho-d'orelhas-de-testa-branca ou mocho-de-orelhas-de-fronte-branca (Otus sagittatus) é uma espécie de ave estrigiforme pertencente à família Strigidae que habita as regiões de Tenasserim, Myanmar, Sudoeste da Tailândia e Península da Malásia. É uma ave de hábitos nocturnos, pouco conhecida e estudada. As suas populações estão a decrescer rapidamente devido a perda de habitat, sobretudo floresta.
Tem um tamanho mediano, até 30 cm. O bico é azul claro e a íris é castanha escura. As vocalizações são raras.
A época de reprodução ocorre em Fevereiro e Março.
Alimenta-se de insectos, sobretudo traças.
Área de distribuição: 149,000 km²
População: <2,500-10,000
Altitude: 0–700 m
Habitat: Floresta
Ameaças: Perda e degradação de habitat devido ao abate de árvores e conversão de terrenos para actividades agrícolas
Estatuto: Vulnerável (A1c; A2c; C1; C2a)